# Бидинг
Бидинг (фр. Biding) насеље је и општина у североисточној Француској у региону Лорена, у департману Мозел која припада префектури Форбаш.
По подацима из 2011. године у општини је живело 307 становника, а густина насељености је износила 45,68 становника/km². Општина се простире на површини од 6,72 km². Налази се на средњој надморској висини од 185 метара (максималној 296 m, а минималној 251 m).

## Демографија
| 1962. | 1968. | 1975. | 1982. | 1990. | 1999. | 2011. |
| ----- | ----- | ----- | ----- | ----- | ----- | ----- |
| 153   | 186   | 168   | 225   | 284   | 315   | 307   |

График промене броја становника у току последњих година